# باتمان (فلم 1989)
باتمان (بالإنجليزية: Batman) هو فيلم تم إنتاجه في الولايات المتحدة وصدر في سنة 1989. الفيلم من إخراج تيم برتون، وإنتاج جون بيترز وبيتر جوبر، استنادًا إلى شخصية دي سي كومكس التي تحمل الاسم نفسه. إنها الدفعة الأولى من شركة وارنر بروذرز، من سلسلة أفلام باتمان الأولية. الفيلم من بطولة جاك نيكلسون في دور الجوكر ومايكل كيتون في دور بروس واين / باتمان. يدور الفيلم في وقت مبكر في حرب باتمان على الجريمة، ويصور معركة باتمان مع الجوكر.

## القصة

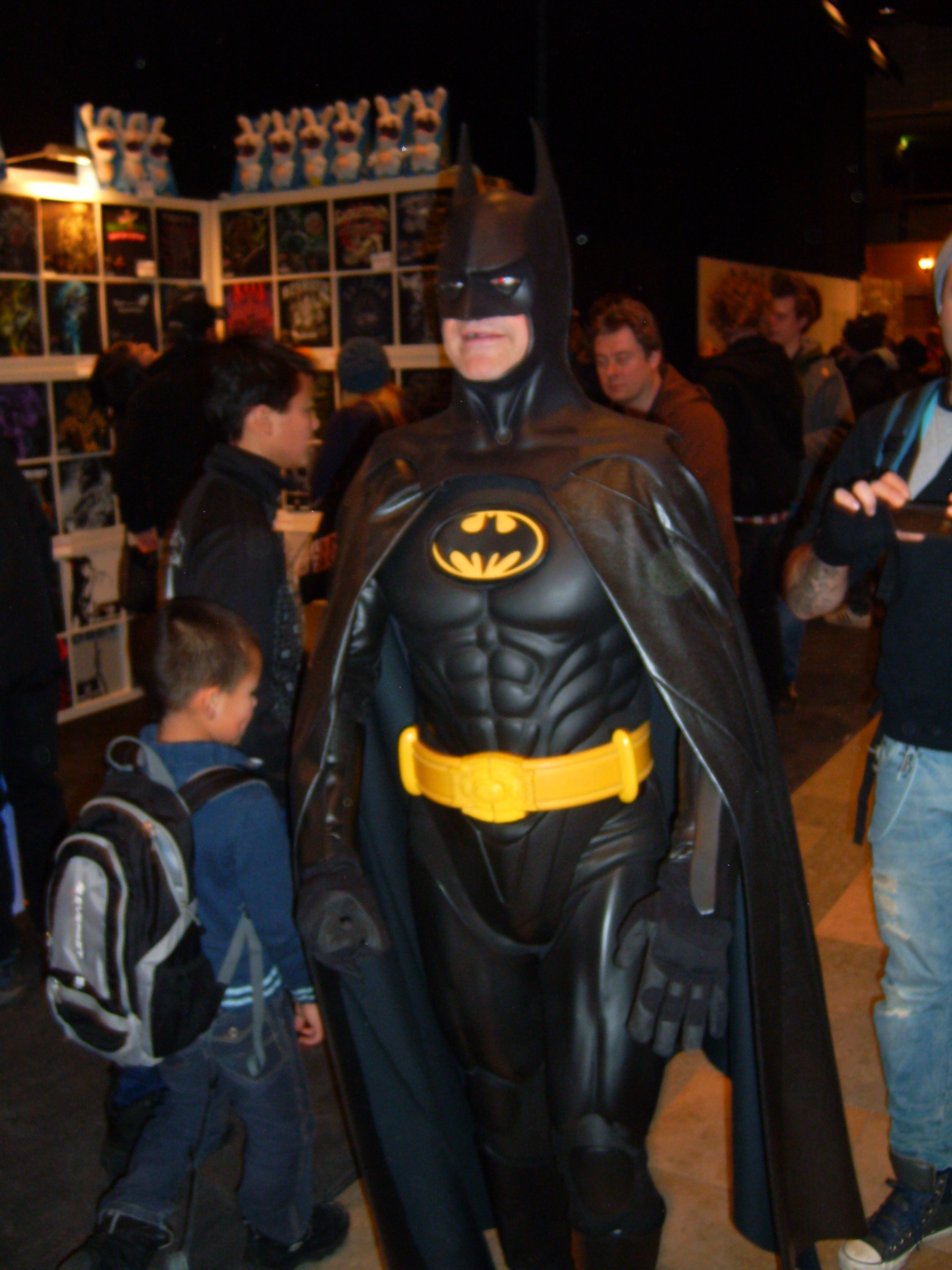
رجل يرتدي زي باتمان

مع اقتراب مدينة جوثام من الذكرى المئوية الثانية، أمر العمدة بورغ النائب العام هارفي دينت ومفوض الشرطة جوردون بجعل المدينة أكثر أمانًا. في هذه الأثناء، تحقق الصحفي ألكسندر نوكس والمصورة الصحفية فيكي فالي في شائعات عن شخص يلقب بـ «باتمان» يستهدف مجرمي المدينة. أثناء استضافة حملة لجمع التبرعات في مانور، التقى الملياردير الصناعي بروس واين، الذي أنشأ شخصية باتمان في أعقاب مقتل والديه أمام عينيه خلال طفولته، يتقابل مع فال خلال الحَدث، لكنه اختصر اجتماعهم لمتابعة سرا جوردون، كما حضر، عندما يترك أعمال الشرطة.
رئيس مافيا جوثام كارل جريسوم، الذي يستهدفه دنت وجوردون، يرسل جاك نابير، الرجل الثاني المعتل اجتماعيًا، إلى مداهمة مصنع أكسيس الكيميائي، غير مدرك أنها مجموعة تهدف إلى قتله بسبب نومه مع عشيقة جريسوم أليشيا. على الرغم من أن ملازم الشرطة الفاسد إيكهاردت يرتب الضربة على نابير بإجراء عملية شرطة غير مصرح بها، يصل جوردون ويتولى القيادة ويأمر الضباط بإلقاء القبض عليه على قيد الحياة. عندما يصل باتمان لمنع هروب نابير، يقتل إيكهاردت أثناء المواجهة، بينما يقع نابير نفسه في وعاء من المواد الكيميائية عند محاولته مهاجمة باتمان، ويفترض أن الجميع ماتوا. ومع ذلك، بقي نابير على قيد الحياة، ولكن تم تركه مشوهًا بجلد أبيض طباشيري، وشعر أخضر زمردي، وابتسامة مجنونة ساخرة، مما أدى إلى دفعه إلى الجنون ويدعو نفسه «ذا جوكر». يقتل الجوكر جريسوم لخيانته، ويسيطر على إمبراطوريته الإجرامية بقتل أعضاء نقابته، ويشوه وجه أليشيا ليعادل تشويهه.
يبدأ باتمان في العمل لإيجاد طريقة لوقف الجوكر عندما يبدأ في ترويع مدينة جوثام من خلال استخدام منتجات النظافة المزينة بـ «سمايلكس» -مادة كيميائية قاتلة تتسبب في وفاة الضحايا بالضحك مع ابتسامة مهووسة مثل الجوكر. سرعان ما أصبح الجوكر مهووسًا بفيكي واستمر في جذبها إلى متحف جوثام للفنون، حيث قام أتباعه بتدمير الأعمال الفنية في الداخل. يصل باتمان وينقذ فيكي، هربًا من رجال الجوكر، قبل أن يأخذها إلى كهف باتمان السري، ويزودها بالمعلومات من بحثه على مادة سمايلكس التي يستخدمها الجوكر والذي سيسمح لسكان المدينة بتجنب التعرض للسم. يعترف بحبه لها، يذهب بروس واين في اليوم التالي ليشرح لها عن شخصيته البديلة، ويظهر الجوكر فجأة ويوقف الاجتماع. يطلق الجوكر النار على بروس الذي ينجو من القتل بسبب استخدامه لصينية تقديم كدرع واقي، ويدرك بروس أن الجوكر هو الرجل الذي قتل والديه، عندما يتعرف على سؤال يستخدمه منذ طفولته.
تجد فيكي نفسها في كهف باتمان مجددا بعد أن تم احضارها من قبل كبير خدم بروس، ألفريد، الذي كان يحاول تلطيف العلاقة بينهما لإخراج الجانب البشري لبروس. بعد الكشف عن سره لفيكي، يكشف بروس أنه لا يستطيع التركيز على علاقته مع فيكي والجوكر حرٌ طليق، يغادر لتدمير المصنع المستخدم في إنشاء مادة سمايلكس. في هذه الأثناء، يشرع الجوكر في جذب مواطني جوثام إلى موكبه الخاص مع وعده لهم بالمال المجاني، من أجل جرهم لاستنشاق غاز سمايلكس الموجود داخل البالونات العملاقة. يحبط باتمان خطته باستخدام طائرته لإزالة البالونات. يواصل الجوكر محاولات إسقاط طائرة باتمان وينجح، قبل أن يتمكن من خطف فيكي وأخذها إلى الكاتدرائية. باتمان، الذي نجا من الحادث، واجهه، وأنقذ فيكي، بينما كان يتقدم لمنع هروب الجوكر بواسطة مروحية أحد معاونيه بربطه بحجر جرانيت ثقيل، مما تسبب في سقوطه حتى وفاته.
في وقت لاحق، أعلن المفوض جوردون أن الشرطة اعتقلت رجال الجوكر وكشف النقاب عن إشارة مستعملة لنداء باتمان. يقرأ هارفي دينت ملاحظة تركها باتمان، يعد فيها بأنه سيدافع عن جوثام كلما وقعت الجريمة مرة أخرى. تم نقل فيكي إلى واين مانور «قصر بروس واين» من قبل ألفريد، الذي أخبرها أن بروس سيكون متأخراً قليلاً. تجيب بأنها ليست مندهشة، حيث تنظر إلى إشارة باتمان من السطح، وتراقب المدينة.

## بطولة
- جاك نيكلسون
- مايكل كيتون
- كيم بايسنجر
- بيلي دي ويليامز
- جاك بالانس

## الميزانية والإيرادات
بلغت تكلفة إنتاج الفيلم حوالي 48 مليون دولار بينما حقق أرباحا تقدر بـ 411,348,924 دولار.

### ترشيحات وجوائز
| السنة | الحدث  | الفئة          | النتيجة  |
| ----- | ------ | -------------- | -------- |
|       | أوسكار | أفضل إنتاج فني | فـــــوز |

## وصلات خارجية
- باتمان على موقع IMDb (الإنجليزية)
- باتمان على موقع ميتاكريتيك (الإنجليزية)
- باتمان على موقع الموسوعة البريطانية (الإنجليزية)
- باتمان على موقع روتن توميتوز (الإنجليزية)
- باتمان على موقع نتفليكس (الإنجليزية)
- باتمان على موقع قاعدة بيانات الأفلام العربية
- باتمان على موقع ألو سيني (الفرنسية)
- باتمان على موقع Turner Classic Movies (الإنجليزية)
- باتمان على موقع أول موفي (الإنجليزية)
- باتمان على موقع بوكس أوفيس موجو (الإنجليزية)

1. ↑  وصلة مرجع: https://www.imdb.com/title/tt0096895/fullcredits.
2. 1 2  مذكور في: تفريغات بيانات Freebase. الناشر: جوجل.
3. ↑  "معلومات عن باتمان (فيلم 1989) على موقع netflix.com". netflix.com. مؤرشف من الأصل في 2018-01-06. اطلع عليه بتاريخ 2019-05-11.
4. ↑  "معلومات عن باتمان (فيلم 1989) على موقع britannica.com". britannica.com. مؤرشف من الأصل في 2015-09-06.
5. ↑  "معلومات عن باتمان (فيلم 1989) على موقع filmaffinity.com". filmaffinity.com. مؤرشف من الأصل في 2019-03-27.